# منتخب أنتيغوا وباربودا لكأس فيد
منتخب أنتيغوا وباربودا لكأس فيد (بالإنجليزية: Antigua and Barbuda Fed Cup team)‏ هو ممثل أنتيغوا وباربودا الرسمي في كرة المضرب في كأس فيد
.